# 3-я Подрезковская улица
Тре́тья Подре́зковская у́лица, улица Подрезковская 3-я,  — улица на севере Москвы, в Новоподрезково Молжаниновского района Северного административного округа параллельно Ленинградскому шоссе.

## Происхождение названия
Бывшая улица Кирова на территории бывшего подмосковного посёлка городского типа Новоподрезково, частично вошедшего в состав Москвы в 1985 году. Переименована в 1986 году по рабочему посёлку Подрезково, или по платформе «Подрезково» Ленинградского направления Московской железной дороги, открытой в 1916 году на земле, которой в начале XX века владел Н. А. Подрезков.

## Описание
3-я Подрезковская улица состоит из двух отрезков. Первый отрезок начинается от юго-восточного края бывшего посёлка Новоподрезково, со стороны Новодмитровского микрорайона, проходит на северо-запад параллельно 2-й Подрезковской (справа) и 1-й Сестрорецкой (слева) улицам, поворачивает на северо-восток и выходит на 2-ю Подрезковскую улицу. Второй участок начинается за территорией стадиона, проходит на северо-запад, пересекает Железнодорожную улицу.

## Транспортное обслуживание

### Автобусное
По 3-й Подрезковской общественный городской транспорт не проходит, но в непосредственной близости от улицы проходит Вторая Подрезковская где находится остановка автобусов (павильон) по маршрутам: № 13 (Станция Сходня — Станция Сходня), № 50 (Подрезково — Новогорск-Стадион), № 283 («Речной вокзал» («Ховрино»)), № 465 (Подрезково — Метро Войковская), № 484 (Подрезково — Метро Планерная), № 865к («Планерная»).

### Железнодорожное
Ближайшая станция «Новоподрезково» на главном ходу Ленинградского направления Октябрьской железной дороги, между станциями Молжаниново и Подрезково.

## Примечательные здания
- № 4 — продуктовый магазин № 66;
- № 14 — кафе-бар.

Список домов и строений по улице (нумерация идёт со стороны микрорайона «Новодмитровка»): № 1, № 2, № 3, № 4, № 4 стр № 1, № 4 стр № 2, № 6, № 8, № 9, № 10, № 11, № 12 стр № 1, № 12 стр № 2, №  13, № 14 стр № 1, № 14 стр № 2, № 14А, № 15, № 16, № 17, № 18, № 19, № 20, № 21, № 23, № 24, № 25, № 26, № 26 стр № 18, № 26 стр № 20, № 27, № 28, № 29, № 30, № 31, № 32, № 33, № 34, № 36, № 38, № 40.